# کوسا (جورجیا)
کوسا (به انگلیسی: Coosa) یک منطقهٔ مسکونی در ایالات متحده آمریکا است که در جورجیا واقع شده‌است. کوسا ۱۸۱٫۰۵ متر بالاتر از سطح دریا قرار دارد.